# Hiszpańska konstytucja z roku 1876
Hiszpańska konstytucja z roku 1876 – dokument ten został podpisany 30 czerwca 1876 za czasów panowania Alfonsa XII z dynastii Burbonów. Jego autorem jest Alonso Martínez, a głównym pomysłodawcą Antonio Cánovas del Castillo, później mianowany premierem przez króla, który zawdzięczał mu powrót na tron hiszpański i przywrócenie Burbonów do władzy. Konstytucja z roku 1876 obowiązywała przez kolejnych 47 lat.

## Postanowienia konstytucji
- Hiszpania monarchią konstytucyjną
- za religię narodową uznano chrześcijaństwo jednak z poszanowaniem innych wyznań
- obywatelom przyznano szereg wolności (słowa, wyznania, własności prywatnej)
- utwierdzono „kanowistyczny” system władzy
- władzę wykonawczą sprawował król
- władzę ustawodawczą oddano w ręce króla oraz parlamentu
- władza sądownicza leżała w rękach sądów i trybunałów

## Efekty konstytucji w praktyce
Dokument ten miał na celu między innymi pogodzenie dwóch partii walczących o władzę. Przepisy zawarte w konstytucji były na tyle elastyczne, by zadowolić zarówno konserwatystów, jak i liberałów. Postanowienia sformułowane w ten sposób zapewniały możliwość przejęcia władzy przez jednych i drugich bez potrzeby zmian w konstytucji. Utwierdziło to tak zwany system kanowistyczny (zawdzięczający swoją nazwę Antonio Cánovas del Castillo) który polegał na naprzemiennym rządzeniu przez wyżej wymienione partie. Nowo przyjęty układ nie był zbyt uczciwy ze względu na założenie, że król wyznacza partię, która przez kolejny okres ma rządzić krajem. Wcielenie tego planu w życie wymagało podjęcia nie do końca legalnych przedsięwzięć. Aby wynik wyborów był zgodny z rozporządzeniem króla, dokonywano fałszerstw, szerzyła się również korupcja. Na terenach wiejskich, zamożni i wpływowi kacykowie (hiszp. caciques) dyktowali ludności jak głosować, natomiast w mieście fałszowano wyniki wyborów, gdy te nie pokrywały się z wolą monarchy.

## Ugrupowania wiodące prym w Hiszpanii u schyłku XIX wieku
- Konserwatyści
Lider: Antonio Cánovas del Castillo. Obrońcy pozycji Kościoła Katolickiego w kraju. Zwolennicy ówczesnego porządku socjalnego.

- Liberałowie
Lider: Mateo Sagasta. Podczas ich rządów przeprowadzono liczne reformy odnośnie do polityki socjalnej państwa. Ponadto wprowadzili powszechne prawo głosu dla mężczyzn.